# República de Afganistán (1973-1978)
La República de Afganistán (en persa: جمهوری افغانستان‎, romanizado: Jǝmhūri Afġānistān; en pastún: د افغانستان جمهوریت‎, romanizado: Dǝ Afġānistān Jumhūriyat), también conocida como República de Daud, fue el régimen imperante en Afganistán entre 1973 y 1978, luego del golpe de Estado liderado por Mohammed Daud Khan, hasta la Revolución de Saur de 1978, que estableció la República Democrática de Afganistán.

## Historia

### Formación
En 1973, el rey Mohamed Zahir Shah viajó a Italia para una cirugía ocular y tratamiento de lumbago. Durante su ausencia, el 11 de julio, su primo y ex primer ministro, el general y príncipe Daud dio un golpe de Estado incruento y estableció una república con él de presidente. El rey abdicó en agosto y se quedó viviendo en el exilio con una pensión del gobierno de su primo.

### Establecimiento de partido único
Para ganarse el apoyo de los militares, Daud prometió una reforma agraria, mejorar el nivel de vida y otras reformas progresistas. Inicialmente se acercó al ala moderada del Partido Democrático Popular de Afganistán (PDPA), pero posteriormente, tras el intento del golpe de Estado de 1975 liderado por el Jamiati Islami de Burhanuddin Rabbani, se distanció y fundó su propio partido Revolucionario Nacional en 1976. Ese año, inició un plan de siete años para mejorar la economía y el bienestar, que no tuvo éxito. Este partido se convirtió en el único foco de actividad política en el país. La Loya Jirga aprobó una nueva constitución que establece un estado presidencial de un solo partido en enero de 1977, con la represión de la oposición política, a veces violentamente.
También en 1973, el ex primer ministro de Afganistán, Mohammad Hashim Maiwandwal, fue acusado de planear un golpe de Estado, aunque no está claro si el plan estaba realmente dirigido al nuevo gobierno republicano o para la abolida monarquía. Maiwandwal fue arrestado y supuestamente se suicidó en la cárcel antes de su juicio, pero la creencia generalizada dice que fue torturado hasta la muerte.

### Auge del comunismo
Después del establecimiento de Daoud en 1973 de la República Afgana, los miembros del Partido Democrático del Pueblo (PDPA) recibieron puestos en el gobierno. En 1976, Daoud estableció un plan económico de siete años para el país. Comenzó programas de entrenamiento militar con India y comenzó conversaciones de desarrollo económico con Irán. Daoud también dirigió su atención a las naciones ricas en petróleo del Medio Oriente, como Arabia Saudita, Irak y Kuwait, entre otras, para obtener asistencia financiera.
Pero durante la presidencia de Daoud, las relaciones con la Unión Soviética se deterioraron. Vieron su cambio a un liderazgo más amigable con Occidente como peligroso, incluida la crítica de Daoud a la membresía de Cuba en el Movimiento de Países No Alineados y la expulsión de Daoud de asesores militares y económicos soviéticos. La supresión de la oposición política convirtió además al PDPA respaldado por los soviéticos, un importante aliado en el golpe de Estado de 1973 contra el rey, contra él.
Daoud en 1978 había logrado poco de lo que se había propuesto lograr. La economía afgana no había hecho ningún progreso real y el nivel de vida afgano no había aumentado. Daoud también había recibido muchas críticas por su constitución de partido único en 1977 que lo alejó de sus partidarios políticos.
Cuando, en 1978, los afganos se decepcionaron con el gobierno de "no hacer nada" de Daoud, algunos funcionarios del gobierno del PDPA fueron identificados por algunos con reformas económicas y sociales. En este momento, las dos facciones principales del PDPA, previamente encerradas en una lucha de poder, habían alcanzado un frágil acuerdo para la reconciliación. Para entonces, los oficiales del ejército que simpatizaban con los comunistas ya estaban planeando un movimiento contra el gobierno. Según Hafizullah Amín, quien se convirtió en jefe de Estado afgano en 1979, el PDPA había comenzado a planear el golpe en 1976, dos años antes de que se materializara.

### Revolución de Saur

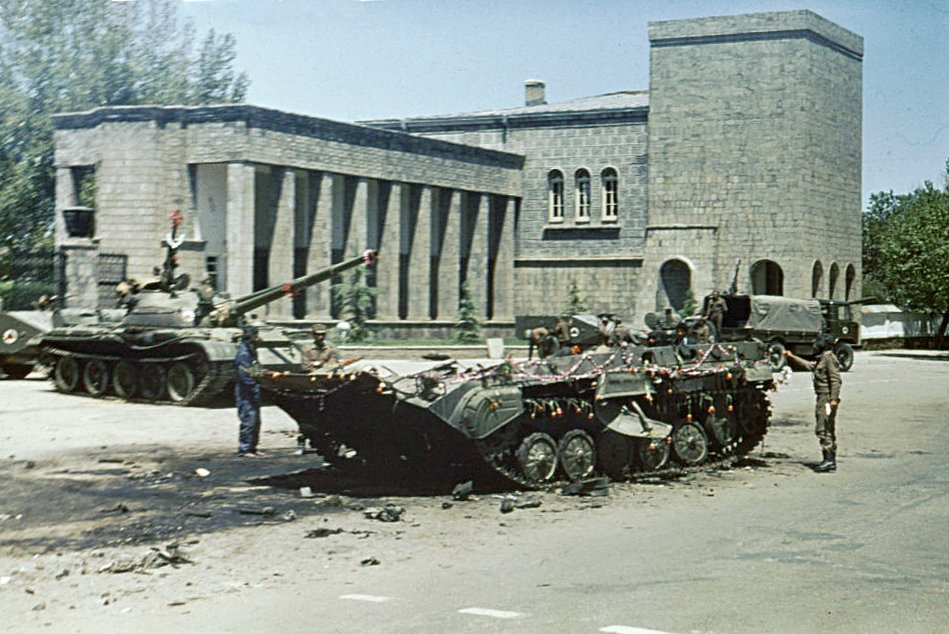
Día después de la Revolución de Saur en Kabul.

El PDPA tomó el poder en un golpe militar en 1978, más conocido como la Revolución Saur. El 27 de abril, las tropas de la base militar en el Aeropuerto Internacional de Kabul comenzaron a moverse hacia el centro de la capital. Tomó solo 24 horas consolidar el poder, con el rápido impulso que incluyó un ataque aéreo contra el palacio presidencial y las unidades del ejército insurgente que rápidamente se apoderaron de instituciones críticas y líneas de comunicación. Daoud y la mayoría de su familia fueron ejecutados al día siguiente.
Nur Muhammad Taraki, Secretario General del PDPA, fue proclamado Presidente del Presidium del Consejo Revolucionario y efectivamente sucedió a Mohammed Daoud Khan como jefe de Estado. Simultáneamente se convirtió en jefe de Gobierno de la recién establecida República Democrática de Afganistán.

## Política
Daoud Khan siguió la política de "bi-tarafi" que significaba "sin bandos" durante la Guerra Fría. Buscó inversiones de la Unión Soviética y los Estados Unidos.

## Educación
Daoud Khan se centró en gran medida en la educación y los derechos de la mujer durante su reinado. Su gobierno abrió muchas escuelas y para la época de la Revolución de Saur, un millón de estudiantes afganos estaban matriculados en la escuela, muchas de las cuales eran niñas.